# Spław drewna

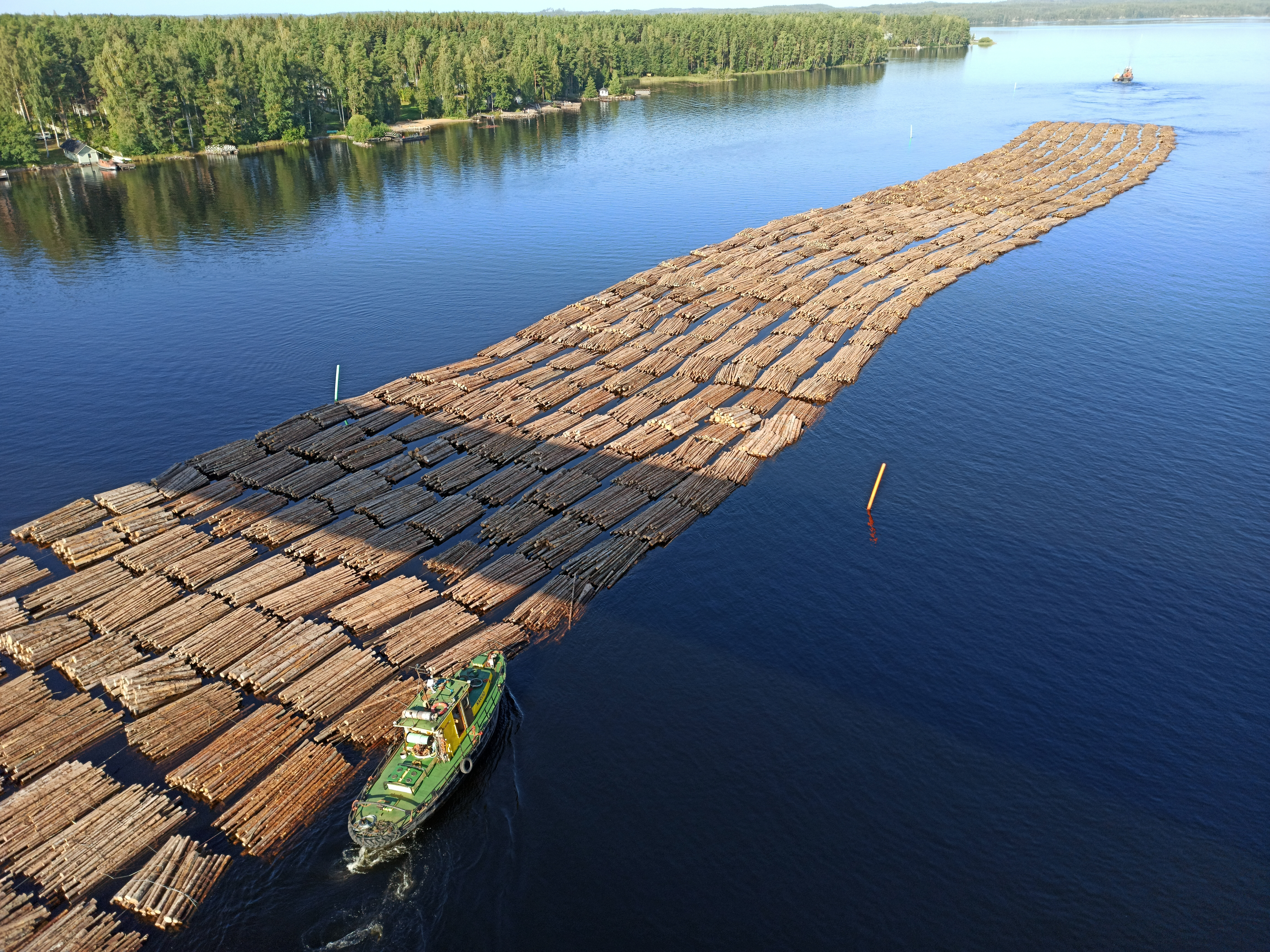
Spław drewna

Spław drewna – transport drewna po drogach wodnych.